# Dominik Baldauf
Dominik Baldauf (Bregenz, 23 aprile 1992) è un fondista austriaco.

## Biografia
Attivo in gare FIS dal marzo del 2008, Baldauf ha esordito in Coppa del Mondo il 14 dicembre 2014 a Davos (33º), ai Campionati mondiali a Falun 2015, dove si è classificato 45º nella 15 km e 19º nella sprint, e ai Giochi olimpici invernali a Pyeongchang 2018, piazzandosi 42º nella 15 km, 35º nella sprint, 16º nella sprint a squadre e 13º nella staffetta.
Nella stagione successiva ai Mondiali di Seefeld in Tirol 2019 è stato 44º nella sprint e 6º nella sprint a squadre, ma il 27 febbraio è stato arrestato, assieme al compagno di squadra Max Hauke e ad altri tre atleti, per esser stato colto in flagrante mentre faceva uso di doping (Operazione Aderlass). È stato rilasciato il giorno successivo dopo aver ammesso la propria responsabilità; in seguito è stato squalificato per quattro anni, condannato a cinque mesi di reclusione per frode sportiva e tutti i risultati ottenuti da Baldauf dopo il 1º aprile 2016 sono stati cancellati.

## Palmarès

### Coppa del Mondo
- Miglior piazzamento in classifica generale: 119º nel 2015